# Arnold Othmar Wieland
P. Arnold Othmar Wieland OT (1. srpna 1940, Lengmoos, Horní Bavorsko) je duchovní a řeholník, který byl v letech 1988–2000 generálním opatem a velmistrem Řádu německých rytířů.